# Elhervadt cidrusfa
Az Elhervadt cidrusfa kezdetű magyar népdalt Bartók Béla gyűjtötte Balatonberényben 1906-ban. 1930-ban vegyeskari műben dolgozta fel.
A cidrus (cédrus) a fenyőfélék családjába tartozó fa.
Feldolgozás:
| Szerző      | Mire      | Mű                      | Előadás           |
| ----------- | --------- | ----------------------- | ----------------- |
| Bartók Béla | vegyeskar | Magyar népdalok, 1. dal | [ 1 ] [ 2 ] [ 3 ] |

## Kotta és dallam
| Elhervadt cidrusfa a magos hegytetőn. Én is elhervadtam a börtön fenekén. | Kilencfontos vasat hetet elszaggattam, a nyolcadikat is jól elvásítottam. | Anyám, kedves anyám, kérjed levelemet. Kérjed levelemet, szabad életemet. | Anyám, kedves anyám, mint mondtak az urak? Azt mondták az urak, hogy felakasztanak. |

## Felvételek
- Elhervadt citrusfa, magas domb tetején. Bauer Ferenc  YouTube (1980. március 7.)  (Hozzáférés: 2017. július 6.) (audió)